# 大橋健三郎
大橋 健三郎（おおはし けんざぶろう、1919年12月18日 - 2014年4月22日）は、日本のアメリカ文学者、翻訳家。東京大学名誉教授。

## 略歴
京都市中京の呉服卸商の家に生まれる。1937年（昭和12年）、京都市立第一商業学校（現京都市立西京高等学校・附属中学校）を卒業し、東京外国語学校英語科入学） 1941年、東北帝国大学英文科に入学。土居光知に師事し、阿部次郎、小宮豊隆の教えを受けて夏目漱石に傾倒するが、戦争のため二年で繰上げ卒業、海軍予備学生、予備士官として各地を転々とする。
戦後、仙台工業専門学校（現仙台高等工業学校）教授。1948年（昭和23年）、横浜市立経済専門学校教授、また横浜市立大学助教授。1950年（昭和25年）、ガリオア留学生として渡米（チューレーン大学）） 1955年、東京外国語大学に勤務） 1962年（昭和37年）より東京大学文学部英文科教授） 1980年（昭和55年）定年退官、名誉教授、鶴見大学教授。1991年（平成3年）退職。
フォークナーをはじめとするアメリカ文学の研究と著作、および翻訳で知られる。
日本アメリカ文学会、日本ウィリアム・フォークナー協会の創設を主導し、長年にわたり日本でのアメリカ文学研究の進展に指導的役割を果たした。
アカデミズムの枠組みを超えて文学そのものを語る文人気質の学者で、弟子筋に國重純二、筒井正明、荒このみ、平石貴樹、佐藤良明、柴田元幸らがいる。
2014年4月22日、老衰のため死去。94歳没。

## 主な著作
- 『危機の文學 アメリカ三〇年代の小説』（南雲堂） 1957
- 『二十世紀アメリカ作家案内』（研究社出版） 1963
- 『荒野と文明 二十世紀アメリカ小説の世界』（研究社） 1965
- 『人間と世界 アメリカ文学論集』（南雲堂） 1971
- 『詩的幻想から小説的創造へ  フォークナー研究1』（南雲堂） 1977
- 『「物語」の解体と構築 フォークナー研究2』（南雲堂） 1979
- 『「語り」の復権 フォークナー研究3』（南雲堂） 1982
  - 集成版『ウィリアム・フォークナー研究』（南雲堂） 1996
- 『小説のために アメリカ的想像力と今日の文学』（研究社出版） 1978
- 『私の内なるフォークナー テキストの周縁から』（南雲堂） 1987
- 『「頭」と「心」 : 日米の文学と近代』（研究社出版） 1987
- 『古典アメリカ文学を語る』（南雲堂） 1992
- 『フォークナー：アメリカ文学、現代の神話』（中公新書） 1993
- 『夏目漱石 : 近代という迷宮』（小沢書店） 1995
- 『心ここに : エッセイ集』（松柏社） 1998
- 『心ここに : 文芸批評集』（松柏社） 1998
- 『句集 花の色』（舷燈社） 2001
  - 『句集 花の色 第2篇』（舷燈社） 2006
- 『文学を読む』（松柏社） 2001
- 『わが文学放浪の記』（南雲堂） 2004
- 『わが文学放浪は今』（南雲堂） 2006
- 『日常と歴史 アメリカ文学研究と日本文学評論』（松柏社） 2007

### 編著
- 『ドス・パソス』（研究社出版、20世紀英米文学案内21） 1967
- 『フロンティアの意味』（南雲堂、講座アメリカの文化2） 1969
- 『思想と文化』（研究社出版、総合研究アメリカ6） 1976
- 『総説アメリカ文学史 資料編』（研究社出版） 1979
- 『文学とアメリカ 還暦記念論文集』全3巻（同刊行委員会、南雲堂） 1980
- 『鯨とテキスト メルヴィルの世界』（国書刊行会、「全集別冊」） 1983

## 翻訳
- 『アメリカの現代小説 1900-50』（フレデリック・J・ホフマン、高村勝治共訳、評論社） 1955
- 『エデンの東』全2巻（ジョン・スタインベック、野崎孝共訳、早川書房） 1955、のち新版 ハヤカワ文庫（全4巻） 1972
- 『街の女マギー』（スティーヴン・クレイン、研究社出版、アメリカ文学選集） 1957
- 『誘拐殺人事件』（ヴァン・ダイン、早川書房） 1957
- 『ムーンフラワー』（ビヴァリイ・ニコルズ、早川書房） 1958
- 『オールド・ハウス / 真実の愛 / 天使 / 処女懐胎』（ルイス・ブロムフィールド / パール・バック、阪田勝三共訳、南雲堂） 1960
- 『亡命者帰る「失われた世代」の文学遍歴』（マルカム・カウリー、白川芳郎共訳、南雲堂） 1960
- 『怒りのぶどう』全3巻（スタインベック、岩波文庫） 1961
- 『人間の絆』（サマセット・モーム、河出書房新社、世界文学全集） 1964
- 『武器よさらば』（アーネスト・ヘミングウェイ、中央公論社、世界の文学） 1964
- 『七破風の屋敷』（ナサニエル・ホーソーン、筑摩書房、世界文学大系） 1966
- 『フォークナーと私 書簡と追憶 1944-1962』（マルカム・カウリー編著、原川恭一共訳、冨山房） 1968
- 『緋文字/美の芸術家』（ホーソーン、小津次郎共訳、集英社、世界文学全集） 1970
- 『ビート世代の人生と文学 裸の天使たち』（ジョン・タイテル、村山淳彦共訳、紀伊国屋書店） 1978

### ウィリアム・フォークナー
- 『空の誘惑』（ウィリアム・フォークナー、ダヴィッド社、ダヴィッド選書） 1954
- 『サンクチュアリ』（ウィリアム・フォークナー、角川文庫） 1962、のち河出書房新社 世界文学全集、のち冨山房 フォークナー全集7
- 『響きと怒り』（ウィリアム・フォークナー、新潮社、新潮世界文学41） 1971
- 『行け、モーセ』（ウィリアム・フォークナー、冨山房、フォークナー全集16） 1973[5]
- 『随筆・演説 他』（ウィリアム・フォークナー、共訳（最終巻）、冨山房、フォークナー全集27） 1995